# 뤄란
뤄란(羅蘭, 영어: Helena Law, 본명: 노연영, 본명 한자: 盧燕英, 1934년 11월 13일 ~ )은 중화인민공화국 홍콩 특별행정구의 배우이다.

## 생애
영국령 홍콩에서 출생하여 지난날 한때 중화민국 광둥성 광저우시 판위 구에서 잠시 유아기를 보낸 적이 있는 그녀는 5세 때였던 1939년에 홍콩 영화 《호여18가속집(好女十八嫁續集)》으로 영화배우 데뷔하였고 1954년 영화 《소루춘효(小樓春曉)》로 영화 제작설계가 데뷔하였으며 1956년 연극배우 데뷔하였고 1972년부터는 텔레비전 드라마에도 출연하기 시작하였다.